# Nachtcreme
Nachtcreme ist eine fettende Creme, die die Haut über Nacht mit regenerierenden Wirkstoffen versorgen soll.

## Verwendung
Nachtcreme wird nach einer gründlichen Reinigung über Nacht auf das Gesicht aufgetragen. Vor allem ab 40 sollte Nachtcreme in das tägliche Pflegeprogramm aufgenommen werden.
Einige Nachtcremes können auch messerdick auf dem Gesicht verteilt werden, etwa 20 Minuten als revitalisierende Maske einwirken und abgewaschen werden.

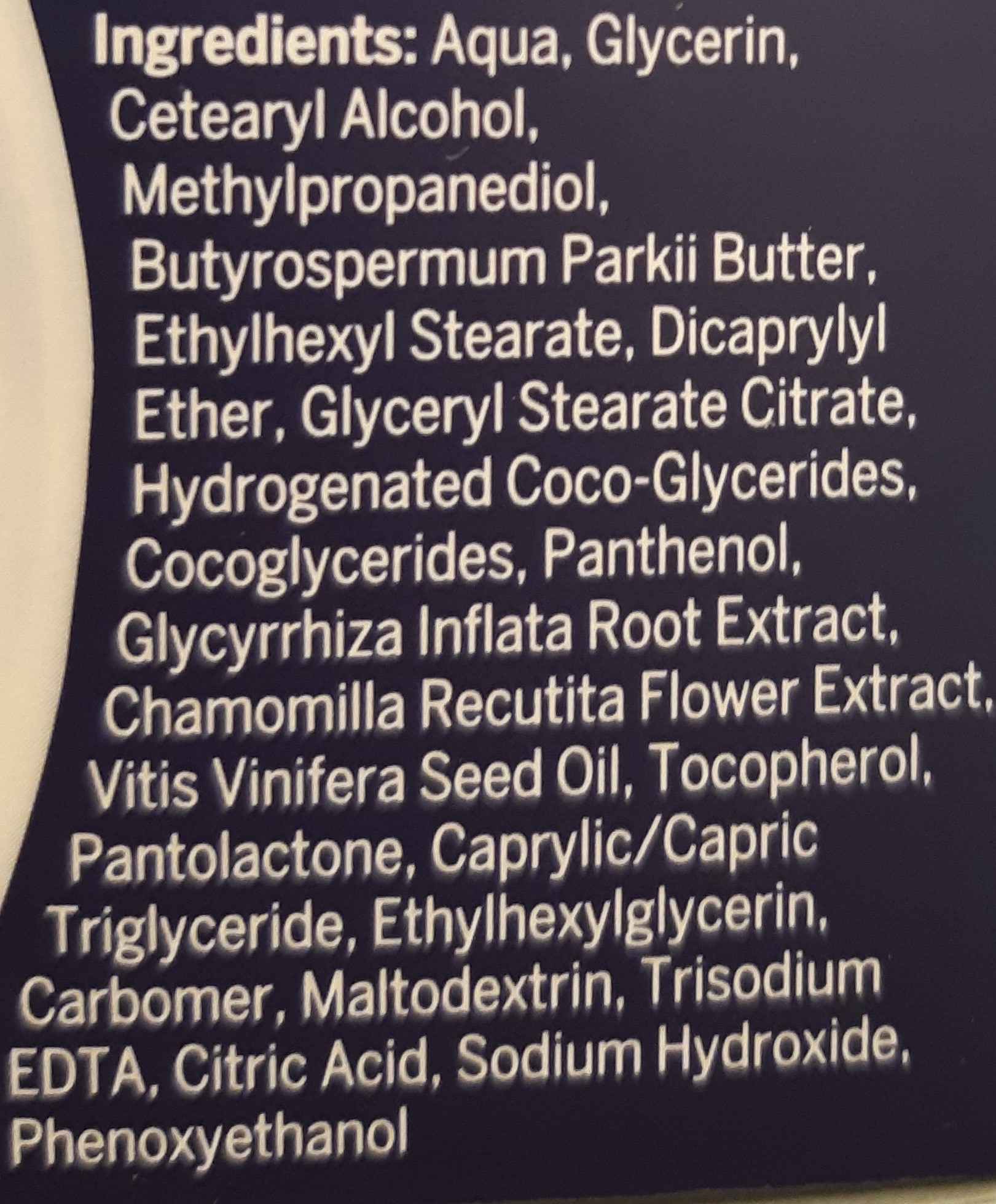
Inhaltsstoffe einer Nachtcreme (Beispiel)

## Inhaltsstoffe
Nachtcreme ist meistens eine Wasser-in-Öl-Emulsion. Dabei handelt es sich somit um eine Fettcreme, in der größere Mengen an fetten Ölen, Fetten oder Stoffen, die ein fettähnliches Verhalten aufweisen vorliegen, wie z. B. Mineralöl, Paraffine oder Vaseline. Oft sind auch natürliche Öle, wie Avocadoöl oder Nerzöl enthalten. Insgesamt sind regenerierende und beruhigende Inhaltsstoffe enthalten.

## Wirkung
Die Keratinozyten, der Aminosäuregehalt der Haut, die Hauttemperatur, die cutane Mikrozirkulation und somit die regenerativen Prozesse sind abends gesteigert. Die fett- und wirkstoffreichen Nachtcremes dienen über Nacht als Ergänzung, um diese regenerativen Prozesse der Haut zu unterstützen. Dabei wirken Nachtcremes straffend und belebend.